# Recol·locació

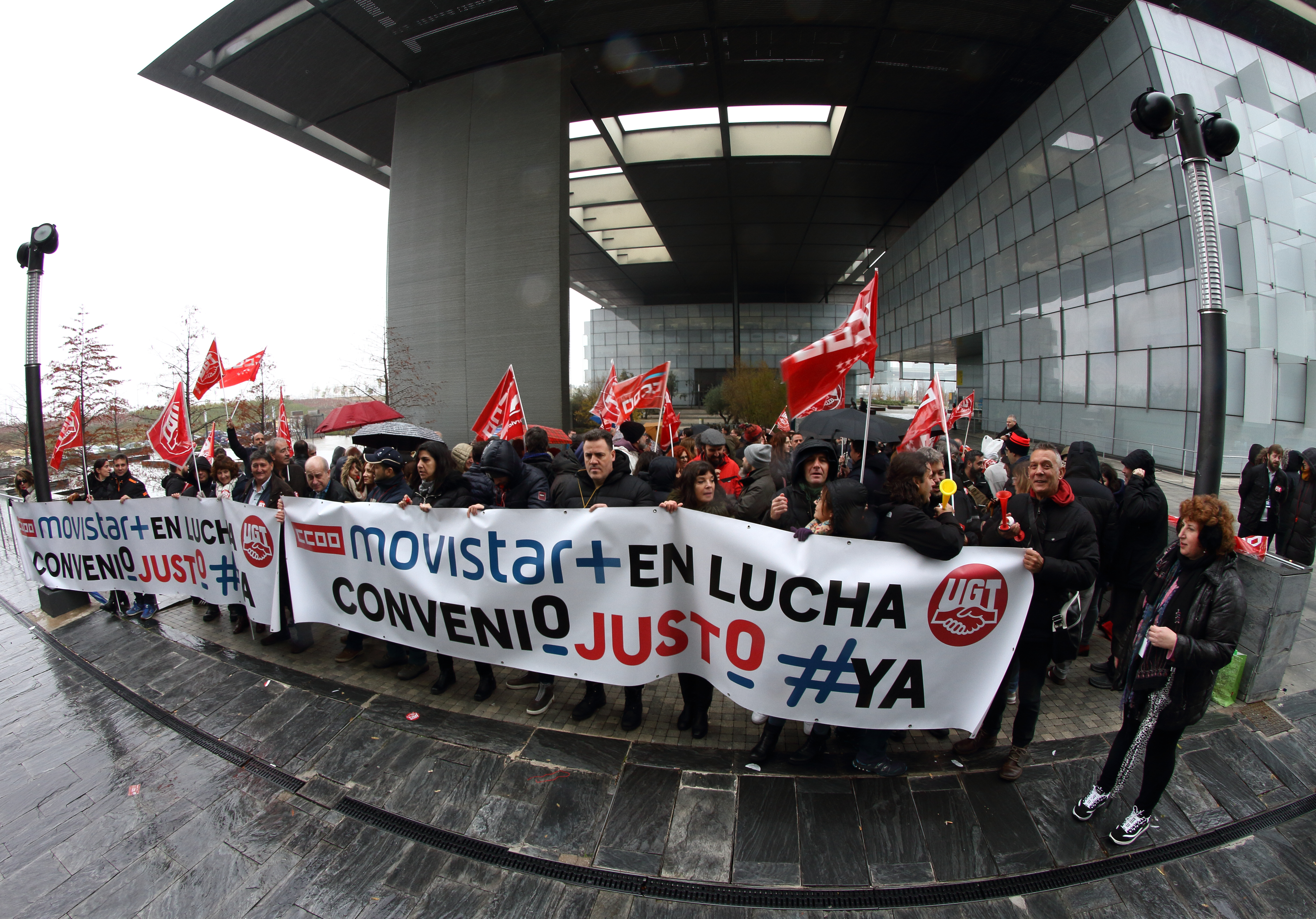
Protesta de treballadors de Movistar+. Si l'empresa vol acomiadar, la recol·locació és una manera de reduir la conflictivitat laboral.

La recol·locació, sovint coneguda pel terme anglès outplacement o newplacement, és un servei externalitzat que procura recol·locar un o més treballadors d'una empresa a una altra en el mínim temps possible i reduint al màxim els aspectes negatius d'un acomiadament.
El concepte d'outplacement va néixer a finals de la dècada dels 60 i es va popularitzar ràpidament durant la crisi del petroli, als anys 70, ja que moltes empreses es van veure forçades a despatxar molts treballadors però volien ajudar-los a trobar una nova feina. A Europa aquest servei es va començar a oferir a Holanda als anys 80 i a l'estat espanyol es començaria a usar a la dècada dels 90. Actualment, un 20% de les empreses de l'estat espanyol ofereixen algun servei d'outplacement a les persones desvinculades i a partir dels 50 treballadors acomiadats col·lectivament és obligat legalment per l'article 51.10 de la Llei 3/2012.

## Tipus de recol·locació
Hi ha dos tipus principals de recol·locació, la individual i la col·lectiva.
- Individual. Als seus inicis l'outplacement es va dissenyar per a persones individuals altament qualificades: directius, científics... Les poques ofertes de places que hi ha en aquests sectors solen afavorir especialment aquests processos. Segons dades de l'any 1994 a l'estat espanyol, les empreses dedicades a la recol·locació obtenien el 80% dels beneficis d'aquest tipus d'ouplacement.
- Col·lectiva. Segons la legislació els plans d'ERO han d'anar acompanyats d'un Pla d'Acompanyament Social, que de vegades s'acaba aplicant mitjançant un procés d'ouplacement. Aquest tipus, a l'estat espanyol l'any 1994, representaven el 20% dels ingressos de les empreses de recol·locació.[4]

## Agents implicats i avantatges
Generalment, en un procés de recol·locació o outplacement hi intervenen 4 agents:
- Treballador traslladat. Els avantatges de la recol·locació són que disposa d'un suport per trobar una nova feina, redueix el component emocional del procés i millora l'accés al mercat laboral ocult, d'ofertes no publicades.
- Empresa que acomiada. Atenua l'impacte emocional dels treballadors i redueix el possible mal efecte per la imatge de la corporació. Sovint, com que els treballadors troben una altra feina, es poden estalviar parcial, o totalment, les despeses de l'acomiadament.
- Empresa que contracta. Poden accedir a un mercat de treballadors qualificats fàcilment, alhora que obtenen dades verificades sobre els treballadors que volen contractar.
- Empresa que gestiona el trasllat. L'empresa que gestiona la recol·locació aconsegueix una certa quantitat de diners, que paga l'empresa que acomiada per gestionar el procés de trasllat.

Per tant, teòricament, amb els processos de recol·locació tots els agents implicats hi surten guanyant. Tot i això, sovint es critica que l'outplacement, en situacions de crisi econòmica, a causa de l'increment de la demanda deriva en programes menys personalitzats i que simplement es basen en uns cursos de recerca de feina.